# Francheville (Jura)
Francheville ist eine französische Gemeinde im Département Jura in der Region Bourgogne-Franche-Comté. Sie gehört zum Arrondissement Lons-le-Saunier und zum Kanton Bletterans. 
Die Nachbargemeinden sind Le Villey im Norden, Vers-sous-Sellières im Osten, Bois-de-Gand im Süden und Chaumergy im Westen.

## Bevölkerungsentwicklung
| Jahr                       | 1962 | 1968 | 1975 | 1982 | 1990 | 1999 | 2006 | 2017 |
| -------------------------- | ---- | ---- | ---- | ---- | ---- | ---- | ---- | ---- |
| Einwohner                  | 52   | 39   | 36   | 27   | 26   | 26   | 38   | 55   |
| Quellen: Cassini und INSEE |      |      |      |      |      |      |      |      |